# Clansayes
Clansayes ist eine französische Gemeinde mit 520 Einwohnern (Stand 1. Januar 2022) im Département Drôme in der Region Auvergne-Rhône-Alpes; sie gehört zum Arrondissement Nyons und zum Kanton Le Tricastin.

## Bevölkerungsentwicklung
| Jahr                       | 1962 | 1968 | 1975 | 1982 | 1990 | 1999 | 2009 | 2016 |
| Einwohner                  | 119  | 212  | 181  | 287  | 408  | 441  | 563  | 522  |
| Quellen: Cassini und INSEE |      |      |      |      |      |      |      |      |

## Sehenswürdigkeiten
- Der 15 Meter hohe Donjon stammt aus dem Jahr 1233 und war Bestandteil einer Burg. Im Jahr 1859 wurde er mit einer 6 Meter hohen Marienstatue gekrönt.[1] Seit dem  15. Februar 2006 als Monument historique (historisches Denkmal) klassifiziert
- Die Romanische Kirche Saint-Michel (12. Jahrhundert) ist seit dem 13. Juli 1926 ein Monument historique
- Die Reste der Kapelle Notre-Dame de Torone stehen südwestlich vom Ort auf einem Hügel
- 1 Turm der Stadtbefestigung

## Persönlichkeiten
- Bertrand de Clansayes, Bischof von Saint-Paul-Trois-Châteaux 1251–1286
- Patrice Leconte (* 1947), Regisseur, lebt weitgehend in Clansayes